# Thorelliola dumicola
Thorelliola dumicola är en spindelart som beskrevs av Berry, Beatty, Prószynski 1997. Thorelliola dumicola ingår i släktet Thorelliola och familjen hoppspindlar. Inga underarter finns listade i Catalogue of Life.